# Jacek Wakar
Jacek Wakar (ur. 1972) – polski krytyk teatralny, dziennikarz, szef redakcji kultury w Polskiej Agencji Prasowej. Stały współpracownik TVP Kultura, portalu Onet.pl oraz miesięcznika „Teatr".
Był studentem Jerzego Koeniga na Wydziale Wiedzy o Teatrze warszawskiej Państwowej Wyższej Szkoły Teatralnej im. Aleksandra Zelwerowicza (1991). Juror festiwali teatralnych m.in. Festiwalu Gombrowiczowskiego, Kaliskich Spotkań Teatralnych, Festiwalu Szkół Teatralnych w Łodzi, Festiwalu Polskich Sztuk Współczesnych R@port w Gdyni i Festiwalu Szekspirowskiego w Gdańsku. Publikował m.in. w „Dzienniku Gazecie Prawnej" oraz „Skarpie Warszawskiej". Stały współpracownik Tygodnika kulturalnego na TVP Kultura. Był redaktorem naczelnym miesięcznika „Foyer" oraz szefem działów kultury „Dziennika Polska-Europa-Świat” i „Przekroju”. 
Od 2012 do 2016 kierownik redakcji publicystyki kulturalnej radiowej Dwójki. Od 2017 szef działu kultury Polskiej Agencji Prasowej.